# Osthimosia sirena
Osthimosia sirena is een mosdiertjessoort uit de familie van de Celleporidae. De wetenschappelijke naam van de soort is voor het eerst geldig gepubliceerd in 2009 door Gordon.